# Đại học Osmania
Đại học Osmania là một trường đại học công lập ở Hyderabad, Ấn Độ, được thành lập vào năm 1918 với sự giúp đỡ của kiến trúc sư trưởng của Mahbub Ali Khan - Nawab Sarwar Jung. Nó được thành lập và đặt tên theo Nizam thứ VII và cuối cùng của Hyderabad là Mir Osman Ali Khan. Đây là trường đại học lâu đời thứ ba ở miền nam Ấn Độ, và là trường đại học đầu tiên được thành lập tại Nhà nước Hyderabad trước kia. Đây là trường đại học Ấn Độ đầu tiên có tiếng Urdu để giảng dạy.
Tính đến năm 2012, trường có 3.700 sinh viên quốc tế đến từ hơn 80 quốc gia. OU là một trong những hệ thống đại học lớn nhất ở tiểu lục địa Ấn Độ với hơn 300.000 sinh viên trong các trường của nó và các trường đại học liên kết. Nó đặc biệt được biết đến với các khoa Kỹ thuật và Công nghệ, Luật, Nghệ thuật, Khoa học, Thương mại và Quản lý.  Cao đẳng Y Dược Osmania từng là một phần của trường đại học.

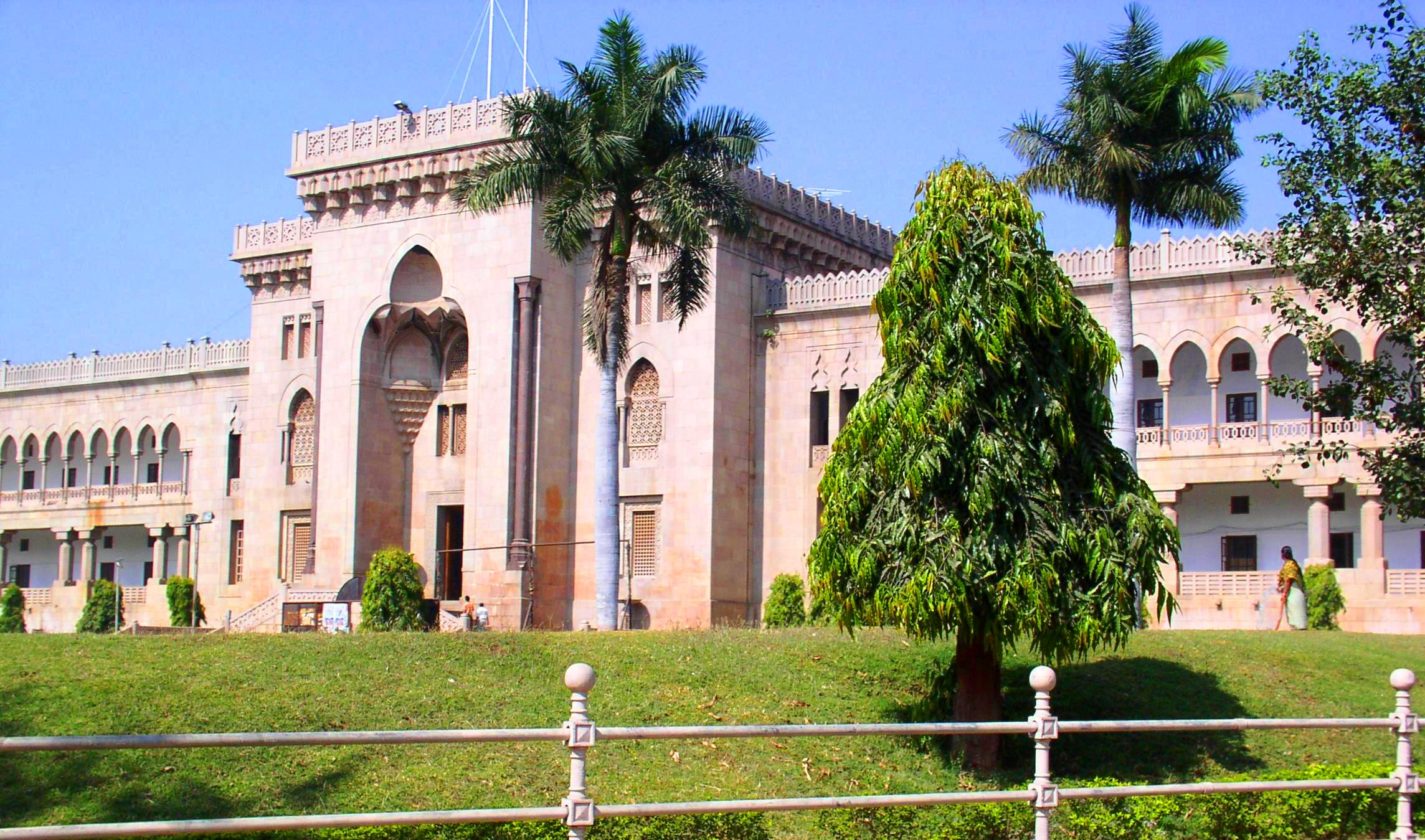
Trường Đại học Nghệ thuật và Khoa học Xã hội có cấu trúc di sản kiến trúc tương tự như Đại học Sultan Hassan ở Cairo, Ai Cập.

## Lịch sử

### Khởi đầu
Năm 1846, trường Y Nizam được thành lập để dạy khoa học y khoa Allopathic bằng tiếng Urdu cho các sinh viên bản địa của tiểu bang Hyderabad. Vào năm 1854, Darul-Uloom được thành lập như một viện giáo dục chính thức, và trường Cao đẳng Nizam và Cao đẳng Luật được bắt đầu vào năm 1887 và 1899. 

### Thành lập
Kế hoạch thành lập một trường đại học ở bang Hyderabad được bắt đầu vào năm 1884. Wilfred Sewen Blunt, một nhà giáo dục người Anh, đã chuẩn bị một đề xuất và trình bày cho Nizam Hyderabad vào ngày 24 tháng 1 năm 1884. Nghị định chính thức được ban hành ngày 17 tháng 8 năm 1917 cho cơ sở Đại học Osmania. Được khánh thành vào năm 1918, trường đã hoạt động từ ngày 28 tháng 8 năm 1919, với tuyển sinh ban đầu là 225 sinh viên. Trong thập kỷ đầu tiên thành lập, các khoa y học và kỹ thuật được bắt đầu vào năm 1927 và 1929, được công nhận trên khắp tiểu lục địa Ấn Độ. Trường đại học dành cho phụ nữ được bắt đầu vào năm 1926, và vào năm 1936, trường cao đẳng nghệ thuật đã bắt đầu.
Trường được thành lập để phục vụ cho giáo dục nghệ thuật hiện đại, văn hóa, Hồi giáo và khu vực, trong đó môi trường giảng dạy được chọn là tiếng Urdu và tiếng Anh như một ngôn ngữ bắt buộc, biến nó trở thành trường đại học đầu tiên ở tiểu lục địa Ấn Độ cung cấp giáo dục và tiếng Urdu. Bộ phận dịch thuật và xuất bản được thành lập, thu thập sách giáo khoa ngôn ngữ nước ngoài và khu vực cùng với văn học, khoa học và các tác phẩm nghệ thuật khác từ thế giới và dịch chúng sang ngôn ngữ Urdu. Hơn nữa, vào năm 1974, Tổ chức phụ nữ tiến bộ được thành lập tại trường đại học đã giành quyền phụ nữ trên khắp Ấn Độ, đặc biệt là trong khu vực đô thị.

## Khuôn viên
Khuôn viên chính là một trung tâm trí tuệ chính ở Hyderabad, và các cựu sinh viên và giảng viên của nó bao gồm nhiều cá nhân nổi bật, trong đó có cựu Thủ tướng Ấn Độ P. V. Narasimha Rao. Nhập học vào các khoa chính của Tâm lý học, Di truyền học, Hóa sinh, Hóa học, Kỹ thuật, Quản lý và Luật có tính cạnh tranh cao.
Các trường đại học nằm trong khuôn viên chính của trường đại học. Có 8 trường cao đẳng như: Đại học Mỹ thuật và Khoa học Xã hội, Đại học Thương mại & Quản trị Kinh doanh, Đại học Công nghệ, Đại học Kỹ thuật, Đại học Luật, Đại học Khoa học, Viện Nghiên cứu Tiến bộ về Giáo dục, và Cao đẳng giáo dục thể chất.

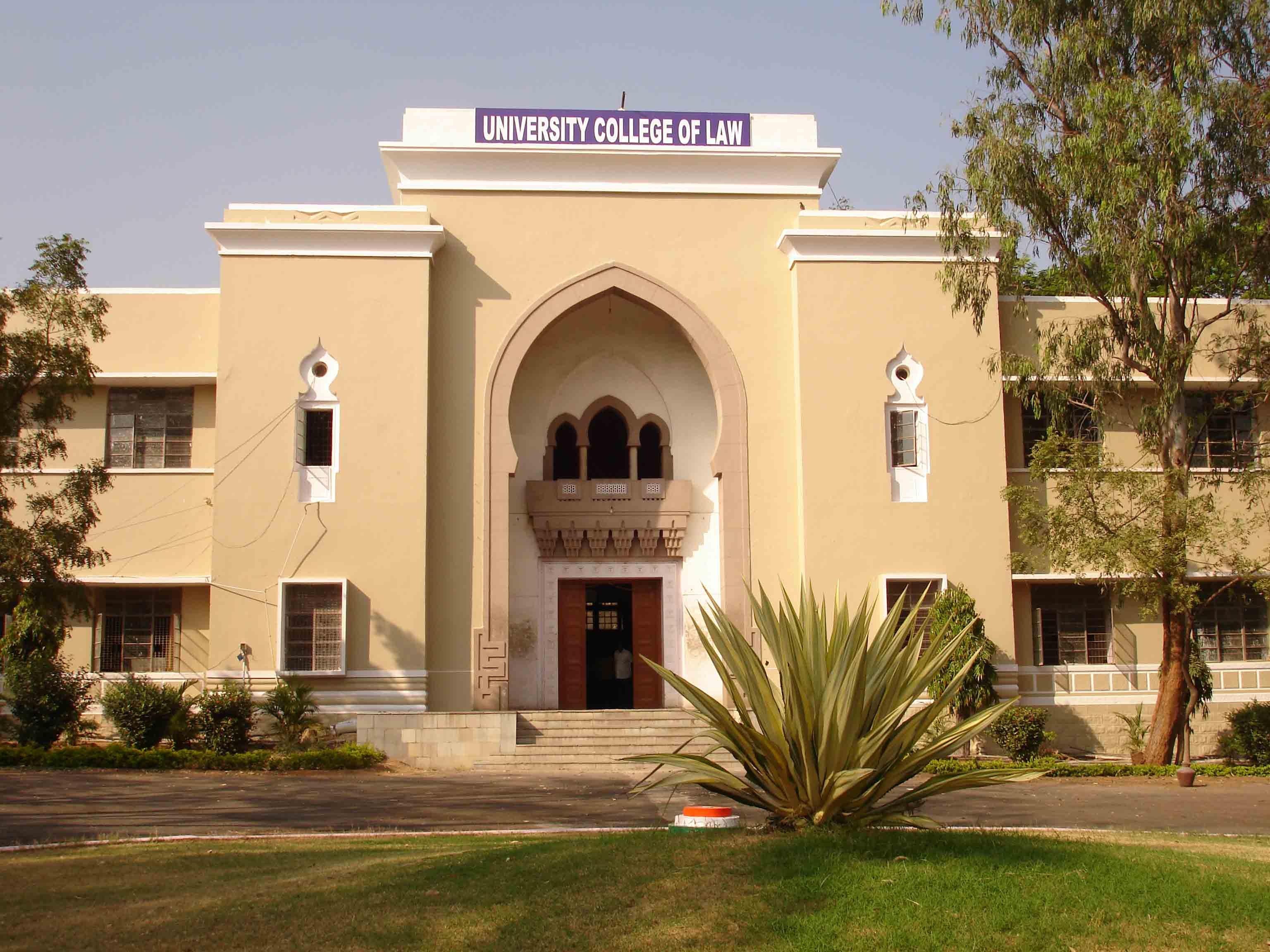
Cao đẳng Luật

Trường có khuôn viên rộng gần 1600 mẫu Anh (6 km²) với 300.000 sinh viên (tính tất cả các trường, các trường đại học liên kết và các trung tâm huyện), trở thành một trong những hệ thống giáo dục đại học lớn nhất ở Ấn Độ. Đây là nơi có gần 300.000 sinh viên theo đuổi các nghiên cứu cao hơn của họ. Nó thu hút sinh viên từ khắp nơi trên đất nước cũng như từ các nước khác. Gần 5000 giảng viên và nhân viên được tuyển dụng tại Osmania.

## Học thuật

### Tuyển sinh và nghiên cứu
Osmania là một trường đại học phi lợi nhuận được tài trợ và quản lý bởi chính phủ. Tuyển sinh vào các chương trình Cử nhân Kỹ thuật, Thạc sĩ và Tiến sĩ trong khuôn viên chính là trên cơ sở được đánh giá bởi các kỳ thi tuyển sinh quốc gia (chẳng hạn như kỳ thi tuyển sinh EAMCET, GATE, BCFSBTGMES-N & D, APLAWCET hoặc OU PhD) và các khóa học được cung cấp. Các hoạt động nghiên cứu được tài trợ bởi nhiều cơ quan tự trị khác nhau của chính phủ Ấn Độ.

### Thư viện
Thư viện Đại học là thư viện chính của trường đại học và được thành lập vào năm 1918 cùng với trường đại học. Nó có gần 500.000 cuốn sách và hơn 6000 bản thảo, trong đó bao gồm các bản thảo lá cọ hiếm. Nó cũng có nhiều tạp chí và tài liệu chính phủ khác nhau. Thư viện chính điều phối một hệ thống thư viện, kết nối các thư viện trong toàn bộ khuôn viên và các thư viện đại học thành phần khác.